# Шар (1948 – 1950)
Вижте пояснителната страница за други значения на Шар.
„Шар“ (на македонска литературна норма: „Шар“) е вестник излизал в град Тетово, Федеративна Югославия, от 1948 до 1950 година.
Вестникът започва да излиза в 1948 година и има четири страници на македонски литературен език и една на албански. Редактори на вестника са Нешо Марковски, Тошо Апостолски, Цветан Аврамовски, Илия Димитриевски. „Шар“ има голяма роля в акцията за набиране на доброволци за изграждане на железопътната линия Скопие-Тетово-Гостивар.